# ブラックソーン 復讐の黒き棘
『ブラックソーン 復讐の黒き棘（－ふくしゅうのくろきとげ）』は、1994年9月23日にアメリカ合衆国のInterplay Productionsから発売されたスーパーファミコン用固定画面アクションゲーム。日本では1995年8月11日にコトブキシステムから発売された。
主人公であるカイルを操作し、サーラック率いる帝国を倒して滅びた故国の復讐を果たす事を目的としている。ブローダーバンドのパソコン用ソフト『プリンス・オブ・ペルシャ』（1989年）タイプの作品であり、細かなキャラクターの動作や多彩なアクションを特徴としている。
開発はブリザード・エンターテイメントが行い、ゲーム・デザインは『バイキングの大迷惑』（1993年）を手掛けたロナルド・ミラー・シニア、プロデューサーはミラーおよび『R.P.M.レーシング』（1991年）を手掛けたマシュー・フィンドリー、音楽は『バイキングの大迷惑』を手掛けたグレン・スタッフォードが担当している。
2013年からBattle.netを通じて英語版を無料で遊べるようになった。

## ストーリー
父を失い、祖国を滅ぼされた主人公カイル・ブラックソーンはサーラック率いる帝国に復讐すべく、1人立ち向かう

## 登場人物
カイル・ブラックソーン
主人公。サーラック率いる帝国に滅ぼされたブラックソーン王国の王子。

## 移植版
| No. | タイトル                    | 発売日                      | 対応機種               | 開発元                         | 発売元         | メディア                    | 型式                      | 備考 |
| --- | --------------------------- | --------------------------- | ---------------------- | ------------------------------ | -------------- | --------------------------- | ------------------------- | ---- |
| 1   | Blackthorne                 | 1994年12月19日 1994年       | PC/AT互換機            | ブリザード・エンターテイメント | Interplay      | CD-ROM                      | -                         |      |
| 2   | Blackthorne                 | 1995年10月 BRA 1996年1月    | スーパー32X            | Paradox Development            | Interplay      | ロムカセット                | 84519 2025年8月6日        |      |
| 3   | ブラック・ソーン 地獄の復讐 | 1996年1月31日               | PC-9801/9821           | マイクロハウス                 | マイクロハウス | フロッピーディスク          | -                         |      |
| 4   | Blackthorne                 | 1996年11月                  | Macintosh              | Ideas From the Deep WaveQuest  | MacPlay        | フロッピーディスク          | -                         |      |
| 5   | Blackthorne                 | 2003年9月19日 2003年9月26日 | ゲームボーイアドバンス | Mass Media                     | ヴィヴェンディ | ロムカセット                | AGB-AQXE-USA AGB-AQXP-UKV |      |
| 6   | Blackthorne                 | INT 2013年11月3日           | Windows                | ブリザード                     | ブリザード     | ダウンロード （Battle.net） | -                         |      |

## スタッフ
- ゲーム・デザイン、レベル・デザイン：ロナルド・ミラー・シニア
- プログラミング：フランク・ピアス・ジュニア、パトリック・ワイヤット（英語版）
- アディショナル・プログラミング：ジェームス・エドワード・アンハルト3世
- プロデューサー：ロナルド・ミラー・シニア、マシュー・フィンドリー
- エグゼクティブ・プロデューサー：アイマン・アドハム、アラン・パヴリッシュ
- アートワーク：ロマン・ケニー、スチュアート・ローズ、ジェーソン・マグネス、ロナルド・ミラー・シニア、サムワイズ・ディディエ
- アート・テクニシャン：ジョーイレイ・ホール
- サウンド、音楽：グレン・スタッフォード
- テキスト、ダイアログ：ミッキー・ネイルソン、ロナルド・ミラー・シニア、フランク・ピアス・ジュニア

## 評価
ゲーム誌『ファミコン通信』の「クロスレビュー」では、8・7・7・7の合計29点（満40点）、『ファミリーコンピュータMagazine』の読者投票による「ゲーム通信簿」での評価は以下の通り、18.5点（満30点）となっている。
| 項目 | キャラクタ | 音楽 | お買得度 | 操作性 | 熱中度 | オリジナリティ | 総合 |
| 得点 | 2.9        | 3.2  | 2.8      | 3.4    | 3.3    | 3.1            | 18.5 |